# NGC 3201
NGC 3201 (také známá jako Caldwell 79) je jasná kulová hvězdokupa vzdálená 16 300 světelných let v souhvězdí Plachet o hodnotě magnitudy 6,9. Objevil ji skotský astronom James Dunlop 28. května 1826.

## Pozorování

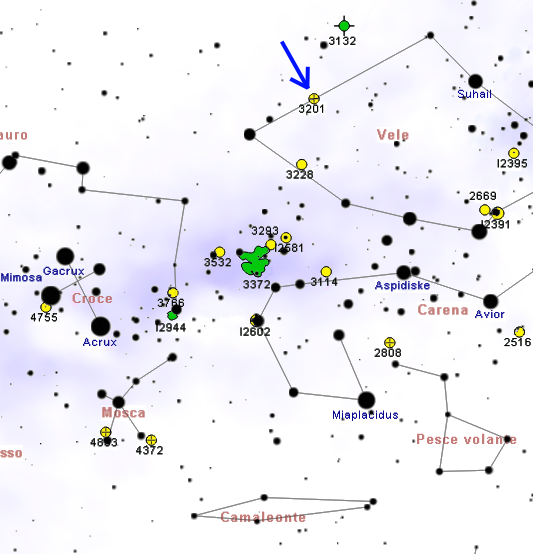
Poloha NGC 3201 v souhvězdí Plachet

Na obloze se nachází v západní části souhvězdí, 4 stupně jižně od hvězdy q Vel s magnitudou 3,9.

## Historie pozorování
Objevil ji skotský astronom James Dunlop 28. května 1826 při svém pobytu v Parramatta v Novém Jižním Walesu v Austrálii. Popsal ji takto: "docela velká a jasná kulatá mlhovina, 4' nebo 5' v průměru, pouze pozvolně houstne směrem ke středu, jednoduše rozložitelná na hvězdy; tvar je poněkud nepravidelný a hvězdy jsou značně rozptýlené směrem na jih."

## Vlastnosti
Radiální rychlost této hvězdokupy (490 km/s) je neobvykle vysoká, nejvyšší ze všech známých hvězdokup. Odpovídající pekuliární rychlost je 240 km/s. I když je velká, stále je menší než úniková rychlost Mléčné dráhy. Její odhadované stáří je 10,24 miliard let a hmotnost 2,54 × 105 {\displaystyle M_{\odot }}.

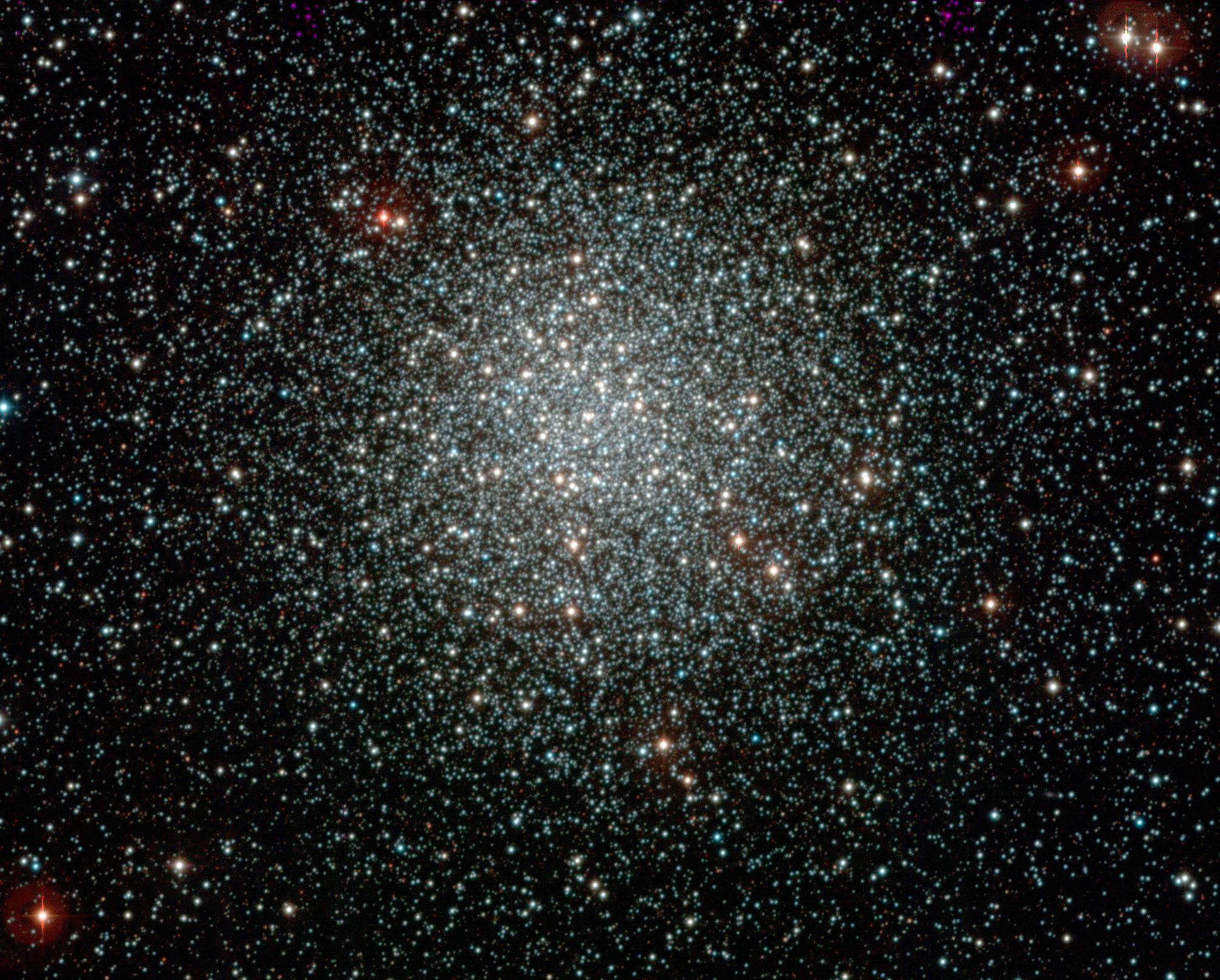
NGC 3201 na snímku z dalekohledu o průměru 2,2 m na observatoři ESO

Hvězdokupa má velmi slabé středové zhuštění hvězd.
Populace hvězd této hvězdokupy je různorodá a mění se se vzdáleností od jádra. Efektivní teplota hvězd vykazuje nárůst se vzdáleností, červenější a chladnější hvězdy se nachází spíše blíž k jádru. V roce 2010 to byla jedna z pouhých dvou kulových hvězdokup (druhá je Messier 4), které jednoznačně vykazují nestejnorodou populaci.
V roce 2018 byla uvnitř této hvězdokupy objevena hvězda, která s periodou 167 dní vykazuje změny radiální rychlosti o několik set tisíc kilometrů za hodinu. Tato hvězda pravděpodobně obíhá kolem černé díry s hmotností přibližně 4 {\displaystyle M_{\odot }} a šlo by tak o první černou díru objevenou v kulové hvězdokupě přímým pozorováním jejího gravitačního působení.